# PFM canta De André
PFM canta De André è un album dal vivo, tributo dedicato al cantautore genovese Fabrizio De André, pubblicato nel 2008. Le canzoni sono state riproposte nella versione riarrangiata come in Fabrizio De André in concerto - Arrangiamenti PFM (1979) e Fabrizio De André in concerto - Arrangiamenti PFM Vol. 2º (1980), registrato il 29 marzo 2008 al Teatro Comunale Maria Caniglia di Sulmona (AQ).

## Tracce audio (cd 1)
1. Bocca di Rosa - 5:05 (da Vol. 1º)
2. La guerra di Piero - 4:00 (da Volume 3º)
3. Un giudice - 3:24 (da Non al denaro, non all'amore né al cielo)
4. Giugno '73 - 5:23 (da Vol. 8)
5. Maria nella bottega del falegname - 5:04 (da La buona novella)
6. Il testamento di Tito - 6:40 (da La buona novella)
7. Zirichiltaggia (Baddu tundu) - 2:45 (da Rimini)
8. Volta la carta - 4:19 (da Rimini)
9. La canzone di Marinella - 3:45 (da Volume 3º)
10. Amico fragile - 11:56 (da Vol. 8)
11. Il pescatore - 4:48 (da Volume 3º)

## Tracce video (dvd 2)
1. Bocca di Rosa
2. La Guerra di Piero
3. Un Giudice
4. Giugno '73
5. Maria nella Bottega del Falegname
6. Il Testamento di Tito
7. La Canzone di Marinella
8. Amico Fragile
9. Il Pescatore
10. Zirichiltaggia (versione video, no audio)
11. Zirichiltaggia (versione audio, no video)
12. Volta la Carta (versione video, no audio)
13. Volta la Carta (versione audio, no video)

## Formazione
- Franz Di Cioccio - batteria, percussioni e voce
- Patrick Djivas - basso
- Franco Mussida - chitarra, voce
- Lucio Fabbri - violino, tastiere e chitarra
- Gianluca Tagliavini - tastiere
- Pietro Monterisi - secondo batterista